# Barsuki (Inguszetia)
Barsuki (ros. Барсуки) – wieś w Rosji, w Inguszetii, w rejonie nazranowskim. W 2010 liczyła 10 333 mieszkańców.

## Urodzeni
- Idris Ziazikow – radziecki działacz państwowy i partyjny.